# ハサン・ルードバーリヤーン
ハサン・ルードバーリヤーン（Hasan Roudbarian、1978年7月6日 - ）は、イランの元サッカー選手。元イラン代表。ポジションはゴールキーパー。

## 来歴
AFCアジアカップ2004のメンバーに選ばれた。出場機会は無かったが3位となった。2006年3月に親善試合でイラン代表デビュー。2006 FIFAワールドカップのメンバーにも選ばれた。AFCアジアカップ2007では全4試合に出場した。イラン代表として17試合に出場した。

## 代表歴

### 出場大会
- イラン代表
  - 2006 FIFAワールドカップ

### 試合数
- 国際Aマッチ 17試合 0得点（2006年-2007年）[1]

| イラン代表 | 国際Aマッチ | 国際Aマッチ |
| 年         | 出場        | 得点        |
| ---------- | ----------- | ----------- |
| 2006       | 6           | 0           |
| 2007       | 11          | 0           |
| 通算       | 17          | 0           |